# Peter Larsson (ishockeyspelare)
Peter Larsson, född 9 april 1968, är en svensk före detta ishockeyspelare som har bl.a. spelat i Brynäs IF, Södertälje SK och Ilves Tampere.
Under säsongen 1992/1993 blev han svensk mästare med Brynäs IF, där han spelade i "Smurfkedjan" tillsammans med Ove Molin och Anders Gozzi.

## Ishockeyklubbar
| Klubb              | Hockeyliga | Tidsperiod  |
| ------------------ | ---------- | ----------- |
| Södertälje SK      | SEL        | 1984 – 1990 |
| Brynäs IF          | SEL        | 1990 – 1996 |
| JYP                | SM-liiga   | 1996 – 1997 |
| Ilves              | SM-liiga   | 1997 – 1999 |
| Augsburger Panther | DEL        | 1999 – 2000 |
| Munich Barons      | DEL        | 2000 – 2001 |
| Södertälje SK      | SEL        | 2001 – 2004 |